# Cantó de Lo Blumar

El cantó de Lo Blumar és un cantó francès del departament del Losera, a la regió d'Occitània. Està enquadrat al districte de Mende, té 12 municipis i el cap cantonal és Lo Blumar.

## Municipis
- Alenc
- Banhòu
- Bèlveser
- Lo Blumar (chef-lieu)
- Chadenet
- Chassaradès
- Cubièira
- Cubièireta
- Mas d'Aussièira
- Sent Fresald d'Albujas
- Senta Alena
- Sent Julien del Tornèl